# فابيان غوميز
فابيان غوميز (بالإسبانية: Fabián Gómez)‏ هو لاعب غولف أرجنتيني، ولد في 27 أكتوبر 1978 في محافظة تشاكو في الأرجنتين.

## وصلات خارجية
- فابيان غوميز على موقع رابطة لاعبي الغولف المحترفين (الإنجليزية)
- فابيان غوميز على موقع التصنيف العالمي الرسمي للغولف (الإنجليزية)
- فابيان غوميز على موقع أوليمبيديا (الإنجليزية)
- فابيان غوميز على موقع اللجنة الأولمبية الأرجنتينية (الإسبانية)